# Monasterio de San Juan en el desierto
El Monasterio de San Juan en el desierto (en hebreo: מנזר יוחנן במדבר) es un monasterio franciscano construido junto a un manantial en una ladera boscosa al norte de Even Sapir y al sur de Jerusalén, en Israel.
En el periodo mameluco, la iglesia estaba en manos de los georgianos. Los franciscanos pagaron el alquiler a los georgianos por el edificio y el jardín adyacente. Los georgianos hicieron un último intento por recuperar el monasterio por la vía legal en 1596. 
El monasterio celebra la peregrinación de la infancia de Juan el Bautista en esta región. Nacido cerca de Ein Karem, según la tradición, Lucas nos dice que Juan "crecía y se fortalecía en espíritu; y vivió en el desierto hasta que se presentó públicamente a Israel". 